# Incydent Vela

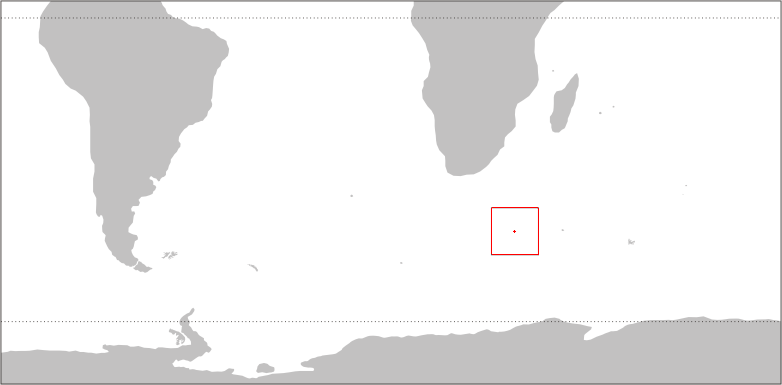
Położenie Wysp Księcia Edwarda na Oceanie Indyjskim.

Incydent Vela  (ang. Vela incident) – zdarzenie z 22 września 1979 roku, kiedy to amerykański satelita Vela 6911 wykrył podwójny rozbłysk nad wodami Oceanu Indyjskiego, na południowy wschód od terytorium Republiki Południowej Afryki (RPA). Systemy zamontowane w satelitach VELA miały na celu wykrywanie i rejestrowanie prób atomowych. Administracja amerykańska nigdy nie przedstawiła ostatecznych i oficjalnych dowodów na to, co zarejestrował satelita VELA nad Oceanem Indyjskim. Za państwa powiązane z przeprowadzeniem domniemanej próby atomowej uznaje się Izrael i Republikę Południowej Afryki, jednak żadna ze stron nigdy się do tego nie przyznała.

## Zdarzenie
5 sierpnia 1963 roku Stany Zjednoczone, Wielka Brytania i Związek Radziecki podpisały Układ o zakazie prób broni nuklearnej w atmosferze, w przestrzeni kosmicznej i pod wodą (ang. Treaty Banning Nuclear Weapon Tests in the Atmosphere, in Outer Space and Under Water). Po jego wejściu w życie Stany Zjednoczone wystrzeliły w przestrzeń kosmiczną satelity, których zadaniem było wykrywanie prób atomowych na świecie. Od tego czasu satelity VELA wykryły 41 prób z udziałem broni nuklearnej.
22 września 1979 roku tuż przed świtem systemy satelity Vela 6911 zarejestrowały podwójny rozbłysk na południowy wschód od wybrzeży Republiki Południowej Afryki . Jak podają Lars-Erik De Geer i Christopher M. Wright, analiza sygnałów hydroakustycznych odebranych na Wyspie Wniebowstąpienia 110 minut po wybuchu pozwalała na stwierdzenie, że do testu mogło dojść w rejonie Wysp Księcia Edwarda, 2200 km od Kapsztadu. Informacja o tym, że satelita wykrył podwójny rozbłysk, była utajona. Jednak 25 października 1979 roku informacja o odczycie satelity została upubliczniona przez American Broadcasting Company.
Podwójny rozbłysk jest cechą charakterystyczną wybuchu atomowego. Pierwszy rozbłysk jest intensywny i powstaje podczas detonacji. Następnie kula ognia rozchodzi się, a jej powierzchnia wytraca temperaturę towarzyszącą przy eksplozji. Po krótkim czasie kula ognia rozszerza się, a z jej wnętrza dochodzi do drugiego rozbłysku .

## Następstwa i dochodzenie

### Badanie szczegółów zdarzenia
8 listopada 1979 roku podsekretarz w Departamencie Energii Stanów Zjednoczonych John Deutch wysłał do nadzwyczajnego ambasadora Henry’ego Owena raport oparty na odczytach z Obserwatorium Arecibo w Portoryko. Według Deutcha wpływ na odczyty satelity mogły mieć zarejestrowane w tym dniu „przemieszczające się zaburzenia jonosferyczne”.
Zaniepokojona tym wydarzeniem administracja prezydenta Jimmy’ego Cartera postanowiła powołać specjalny zespół niezależnych naukowców, którzy mieli zbadać zdarzenie. Zespołowi temu przewodniczył profesor z Massachusetts Institute of Technology (MIT) Jack Ruina  . Raport z prac zespołu został opublikowany 23 maja 1980 roku. Stanowił on, że zanotowany przez satelitę podwójny rozbłysk był najprawdopodobniej spowodowany przez przeprowadzenie próby atomowej, ponieważ czas trwania zdarzenia oraz jego charakterystyka były takie same, jak w przypadku poprzednich eksplozji. Zaznaczono jednak, że odczyty z systemów satelity nie noszą żadnych dodatkowych oznak potwierdzających wybuch spowodowany przez broń nuklearną. Członkowie grupy Ruiny zaznaczyli, iż wątpliwości budzi wysokość źródła sygnału. W przypadku poprzednich odczytów satelitów źródło lokalizowano w dużej bliskości powierzchni ziemi. Sygnał z 22 września 1979 roku był natomiast bliższy satelicie VELA niż powierzchni ziemi. Ponadto natężenie światła zaobserwowanego zjawiska było zbyt duże jak na eksplozję i pochmurną pogodę panującą na tym obszarze 22 września. Dokument sporządzony po pracach zespołu dopuszczał także wpływ czynników zewnętrznych na reakcję systemów satelity i ich odczyty.
United States Naval Research Laboratory twierdziło z kolei, że posiadane przez nie systemy zanotowały odczyty wyraźnie sugerujące test nuklearny. Alan Berman, członek Naval Research Laboratory, twierdził, że w okolicy Wysp Księcia Edwarda doszło do wybuchu nuklearnego, który wyemitował nagły i silny impuls akustyczny . Naval Research Laboratory w swojej opinii również odwołało się do odczytów hydroakustycznych. De Geer i Wright podają, że podobne odczyty zanotowano także w Argentynie. Tezę o tym, iż satelita VELA wykrył eksplozję, popierała także Central Intelligence Agency (CIA). Za nietypowe agencja uznała przeprowadzenie testu w porze nocnej, a także niższą, niż można by założyć, moc wybuchu .
De Geer i Wright przywołują także badania profesora Lestera van Middleswortha, który przeprowadził badania na tarczycach owiec zabitych na przełomie października i listopada 1979 roku w Australii. W tarczycach owiec van Middlesworth stwierdził podwyższone i odbiegające od normy stężenie izotopu jodu-131. Owce te wypasane były na obszarze, na którym w dniach 26–27 września 1979 roku wystąpiły opady deszczu. Na podstawie danych meteorologicznych z września 1979 roku oszacowano, że chmury te nadeszły z kierunku znajdującej się w archipelagu Wysp Księcia Edwarda Wyspy Mariona. W tym czasie badania naukowe potwierdzały już tezę, iż tarczyce zwierząt gatunków pasterskich, w szczególności owiec, wchłaniają izotopy jodu pochodzące z testów broni nuklearnej przeprowadzanych w atmosferze. Defense Intelligence Agency (DIA) podjęła działania w celu zbadania, czy skażenie to mogło wynikać z działalności lokalnego przemysłu . De Geer i Wright stwierdzili jednak, że w Australii nie wykryto skażenia gruntu i powietrza izotopem jodu-131 przed 22 września. Ponadto w okolicach miejsc wypasu owiec nie istniał przemysł mogący emitować izotopy jodu.
Stany Zjednoczone ostatecznie nie przedstawiły oficjalnych dowodów, które poparłyby lub odrzuciłyby tezę o tym, iż 22 września miał miejsce test nuklearny. Urzędnicy Departamentu Energii, Departamentu Obrony, a także DIA i CIA stały na stanowisku, że tego dnia doszło do wybuchu nuklearnego. Urzędnicy z Białego Domu i doradcy naukowi prezydenta poparli tezę o wpływie czynników trzecich na odczyty satelity .

### Identyfikacja państw odpowiedzialnych za zdarzenie
Wraz z wszczęciem dochodzenia mającego na celu sprawdzenie, czy doszło do wybuchu, Amerykanie podjęli wysiłki w celu wskazania państwa odpowiedzialnego za przeprowadzenie ewentualnego testu nuklearnego. Już 22 września prezydent Carter wskazał państwa, które miały być odpowiedzialne za eksplozję: „Pojawił się sygnał o eksplozji jądrowej w rejonie Afryki Południowej – albo RPA, Izrael z wykorzystaniem statku, albo nic” . W latach 70. XX wieku administracja amerykańska podejrzewała, że Izrael był w trakcie rozwijania swojego programu nuklearnego oraz posiadał głowice nuklearne i środki ich przenoszenia. Podczas wojny Jom Kipur Izrael, w celu uzyskania pomocy od Stanów Zjednoczonych, sugerował możliwość rozpoczęcia konfliktu nuklearnego. Amerykanie zaniepokojeni byli izraelsko-południowoafrykańską współpracą w dziedzinie balistycznych pocisków rakietowych oraz spotkaniami naukowców związanych z atomistyką. Co więcej, wywiad amerykański posiadał informacje o tym, iż w zamian za yellowcake i uran Izrael wysyłał do Południowej Afryki tryt. Wśród potencjalnych odpowiedzialnych za przeprowadzenie testu były Francja, Związek Radziecki, Indie oraz Pakistan. Jednak miejsce, w którym VELA zarejestrował podwójny rozbłysk, oraz izraelsko-południowoafrykańska współpraca wojskowa sprawiły, że amerykańskie podejrzenia skupiły się na tych dwóch państwach.
Weiss twierdzi, że prezydent Carter celowo unikał jednoznacznego wskazania państwa odpowiedzialnego za potencjalny test nuklearny ze względów politycznych. Z jednej strony stwierdzenie, że 22 września nie doszło do eksplozji, podważyłoby wcześniejsze odczyty satelitów VELA. Z drugiej strony Stany Zjednoczone były zaangażowane w rokowania dotyczące kontroli broni nuklearnej i proces pokojowy na Bliskim Wschodzie . Amerykanie wynegocjowali ze Związkiem Radzieckim SALT II i czekali na jego ratyfikację. W 1978 roku w Camp David Izrael i Egipt podpisały Porozumienie z Camp David, które tworzyło ramy dla porozumienia pokojowego. Uznanie, że to Izrael przeprowadził test nuklearny, mogłoby mieć niekorzystny wpływ na wspomniane porozumienia. Carter bał się także oskarżenia o podwójne standardy wobec kontroli zbrojeń nuklearnych na świecie i pozwalanie Izraelowi oraz Południowej Afryce na rozwój programów nuklearnych poza międzynarodowymi systemami kontroli  . Ponadto w 1978 roku Carter podpisał Nuclear Non-Proliferation Act of 1978, który uznawał rozprzestrzenianie się broni nuklearnej na świecie za zagrożenie dla Stanów Zjednoczonych Ameryki .
Dieter Gerhardt, oficer południowoafrykańskiej marynarki wojennej i szpieg GRU (od lat 50. do lat 80. XX wieku), uznał przeprowadzenie testu przez Izrael za bardzo prawdopodobne, ponieważ przed 22 września zamknięto bazę marynarki wojennej w Simonstad na bezpośrednie polecenie ministerstwa obrony, a także nie udzielano żadnych wyjaśnień w tej sprawie personelowi wojskowemu . Udział Izraela w teście został potwierdzony przez dziennikarza Seymoura Hersha. W książce The Samson Option: Israel’s Nuclear Arsenal and American Foreign Policy podaje, że test wykonany 22 września był jednym z trzech przeprowadzonych przez izraelską armię na Oceanie Indyjskim. 22 września w próbnej eksplozji miały wziąć co najmniej dwa okręty wojenne, personel wojskowy, izraelscy naukowcy i przedstawiciele południowoafrykańskiej marynarki wojennej.
Izrael oraz Południowa Afryka nigdy nie przyznały się do przeprowadzenia testu oraz nie wyjaśniły, co wydarzyło się 22 września 1979 roku. Izraelczycy przyznali, że podwójny rozbłysk jest cechą charakterystyczną eksplozji nuklearnej. Jednak zaznaczyli, że satelita mógł zarejestrować meteor. Ponadto specjaliści izraelscy uznali, że systemy satelitów VELA pod koniec lat 70. XX wieku można było uznać za przestarzałe, co podaje w wątpliwość ich skuteczność. 22 września nad Oceanem Indyjskim nie znajdowały się inne satelity poza przestarzałą VELĄ. Jako zaprzeczenie swojego udziału w teście Izraelczycy podają brak jakichkolwiek ujawnionych dowodów w tej sprawie ze strony Południowej Afryki, która od lat 90. XX wieku rządzona jest przez nieprzychylne Izraelowi władze .